# Phryganoporus candidus
Phryganoporus candidus là một loài nhện trong họ Desidae.
Loài này thuộc chi Phryganoporus. Phryganoporus candidus được miêu tả năm 1872 bởi Ludwig Carl Christian Koch.